# 邁氏小無齒脂鯉
邁氏小無齒脂鯉，為輻鰭魚綱脂鯉目脂鯉亞目無齒脂鯉科的其中一個種，分布於南美洲亞馬遜河中上游流域，體長可達15.6公分，棲息在河川中底層水域，生活習性不明。